# Chłopiec z psem
Chłopiec z psem (hiszp. Niño con perro) – powstały w 2. poł. XVII w. obraz autorstwa hiszpańskiego malarza barokowego Bartolomé Estebana Murilla.
Dzieło jest częścią kolekcji Państwowego Muzeum Ermitażu w Petersburgu. Do Petersburga obraz trafił w 1772. Wcześniej był częścią kolekcji Comte de Choiseul.

## Opis
Na obrazie przedstawiony został chłopiec z koszykiem w ręku przyglądający się psu.